# Braine (Aisne)
Pour les articles homonymes, voir Braine.
Braine est une commune française située dans le département de l'Aisne, en région Hauts-de-France.

## Géographie

### Localisation
Située sur la Vesle, affluent de la rive gauche de l'Aisne, Braine se situe à une quinzaine de kilomètres à l'est de Soissons.

### Communes limitrophes
| Chassemy, Vasseny | Chassemy, Brenelle | Courcelles-sur-Vesle |
| Augy              | Braine             | Courcelles-sur-Vesle |
| Cerseuil          |                    | Limé                 |

Voici ci-dessous une carte représentant le découpage territorial des communes limitrophes :

### Hydrographie

#### Réseau hydrographique
La commune est située dans le bassin Seine-Normandie. Elle est drainée par la Vesle, le cours d'eau 01 de la Grande Baleine, le cours d'eau 01 de la Pépinière, le cours d'eau 02 du Parc, le fossé de Tournecul et divers bras de la Vesle,,.
La Vesle, d'une longueur de 139 km, prend sa source dans la commune de Somme-Vesle et se jette  dans l'Aisne à Ciry-Salsogne, après avoir traversé 52 communes. Les caractéristiques hydrologiques de la Vesle sont données par la station hydrologique située sur la commune. Le débit moyen mensuel est de 7,44 m3/s. Le débit moyen journalier maximum est de 37,3 m3/s, atteint lors de la crue du 24 mars 2001. Le débit instantané maximal est quant à lui de 38,6 m3/s, atteint le 23 mars 2001.

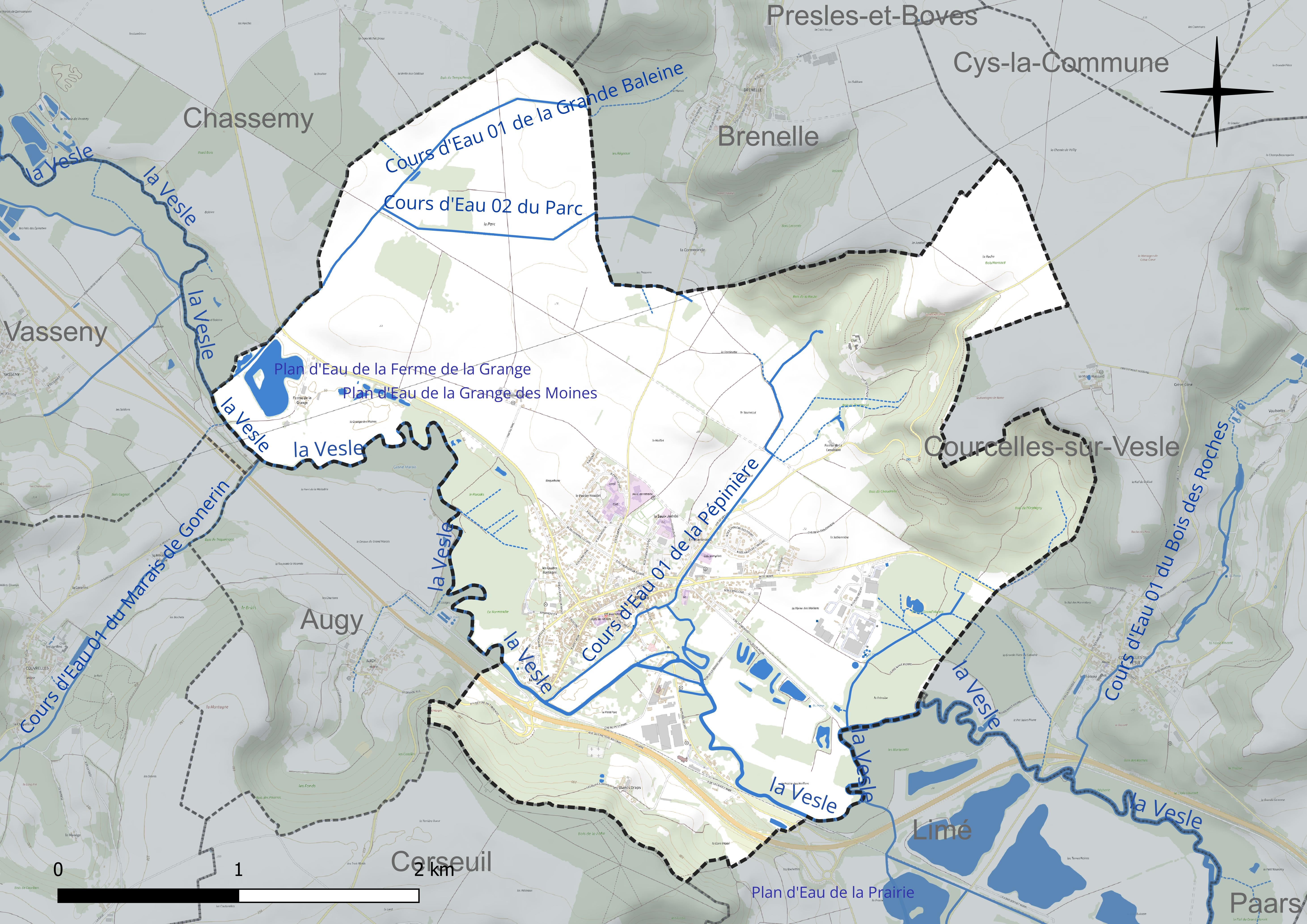
Réseau hydrographique de Braine.

Deux plans d'eau complètent le réseau hydrographique : le plan d'eau de la Ferme de la Grange (7,2 ha) et le plan d'eau de la Grange des Moines (0,1 ha),.

#### Gestion et qualité des eaux
Le territoire communal est couvert par le schéma d'aménagement et de gestion des eaux (SAGE) « Aisne Vesle Suippe ». Ce document de planification, dont le territoire s'étend sur 3 096 km2 répartis sur trois départements (Aisne, Marne et Ardennes) et deux régions (Champagne-Ardenne et Picardie), a été approuvé le 16 décembre 2013. La structure porteuse de l'élaboration et de la mise en œuvre est le Syndicat d'aménagement des bassins Aisne Vesle Suippe (SIABAVES).
La qualité des cours d'eau peut être consultée sur un site dédié géré par les agences de l'eau et l'Agence française pour la biodiversité.

### Climat
Le climat qui caractérise la commune est qualifié, en 2010, de « climat océanique dégradé des plaines du Centre et du Nord », selon la typologie des climats de la France qui compte alors huit grands types de climats en métropole. En 2020, la commune ressort du type « climat océanique altéré » dans la classification établie par Météo-France, qui ne compte désormais, en première approche, que cinq grands types de climats en métropole. Il s'agit d'une zone de transition entre le climat océanique, le climat de montagne et le climat semi-continental. Les écarts de température entre hiver et été augmentent avec l'éloignement de la mer. La pluviométrie est plus faible qu'en bord de mer, sauf aux abords des reliefs.
Les paramètres climatiques qui ont permis d'établir la typologie de 2010 comportent six variables pour les températures et huit pour les précipitations, dont les valeurs correspondent à la normale 1971-2000. Les sept principales variables caractérisant la commune sont présentées dans l'encadré ci-après.
| Paramètres climatiques communaux sur la période 1971-2000 - Moyenne annuelle de température : 10,3 °C - Nombre de jours avec une température inférieure à −5 °C : 4,6 j - Nombre de jours avec une température supérieure à 30 °C : 4 j - Amplitude thermique annuelle : 15,1 °C - Cumuls annuels de précipitation : 674 mm - Nombre de jours de précipitation en janvier : 11,2 j - Nombre de jours de précipitation en juillet : 8,2 j |

Avec le changement climatique, ces variables ont évolué. Une étude réalisée en 2014 par la Direction générale de l'Énergie et du Climat complétée par des études régionales prévoit en effet que la  température moyenne devrait croître et la pluviométrie moyenne baisser, avec toutefois de fortes variations régionales. La station météorologique de Météo-France installée sur la commune et mise en service en 1988 permet de connaître l'évolution des indicateurs météorologiques. Le tableau détaillé pour la période 1981-2010 est présenté ci-après.
| Mois                                  | jan.             | fév.           | mars           | avril         | mai             | juin           | jui.          | août           | sep.          | oct.            | nov.             | déc.             | année      |
| ------------------------------------- | ---------------- | -------------- | -------------- | ------------- | --------------- | -------------- | ------------- | -------------- | ------------- | --------------- | ---------------- | ---------------- | ---------- |
| Température minimale moyenne (°C)     | 1,1              | 1,3            | 3,1            | 4,4           | 8,2             | 10,7           | 12,8          | 12,6           | 9,8           | 7,5             | 3,8              | 1,5              | 6,4        |
| Température moyenne (°C)              | 3,8              | 4,7            | 7,7            | 9,8           | 13,9            | 16,5           | 19            | 18,8           | 15,3          | 11,7            | 6,9              | 4,1              | 11,1       |
| Température maximale moyenne (°C)     | 6,5              | 8,1            | 12,2           | 15,3          | 19,6            | 22,4           | 25,1          | 25             | 20,7          | 16              | 10               | 6,6              | 15,7       |
| Record de froid (°C) date du record   | −15,7 01.01.1997 | −15,3 04.02.12 | −10,7 13.03.13 | −5 08.04.03   | −1,8 05.05.1996 | 0,5 04.06.1991 | 4,4 03.07.11  | 3,2 29.08.1993 | −0,7 30.09.18 | −5,3 30.10.1997 | −12,6 24.11.1998 | −12,3 29.12.1996 | −15,7 1997 |
| Record de chaleur (°C) date du record | 16,3 05.01.1999  | 20,2 27.02.19  | 25 31.03.21    | 29,1 25.04.07 | 32,5 28.05.17   | 36,6 28.06.11  | 42,1 25.07.19 | 40,2 12.08.03  | 35 09.09.23   | 28,9 03.10.11   | 21,3 07.11.15    | 17,1 17.12.15    | 42,1 2019  |
| Précipitations (mm)                   | 57,1             | 47,5           | 52,1           | 51,7          | 56,5            | 54,4           | 61,6          | 65,1           | 47,4          | 56,9            | 54,7             | 70,4             | 675,4      |

## Urbanisme

### Typologie
Au 1er janvier 2024, Braine est catégorisée bourg rural, selon la nouvelle grille communale de densité à 7 niveaux définie par l'Insee en 2022.
Elle appartient à l'unité urbaine de Braine, une unité urbaine monocommunale constituant une ville isolée,. La commune est en outre hors attraction des villes,.

### Occupation des sols
L'occupation des sols de la commune, telle qu'elle ressort de la base de données européenne d'occupation biophysique des sols Corine Land Cover (CLC), est marquée par l'importance des territoires agricoles (58 % en 2018), une proportion sensiblement équivalente à celle de 1990 (58,5 %). La répartition détaillée en 2018 est la suivante : 
terres arables (46,3 %), forêts (29,4 %), zones urbanisées (12,6 %), prairies (9,5 %), zones agricoles hétérogènes (2,2 %).
L'évolution de l'occupation des sols de la commune et de ses infrastructures peut être observée sur les différentes représentations cartographiques du territoire : la carte de Cassini (XVIIIe siècle), la carte d'état-major (1820-1866) et les cartes ou photos aériennes de l'IGN pour la période actuelle (1950 à aujourd'hui).

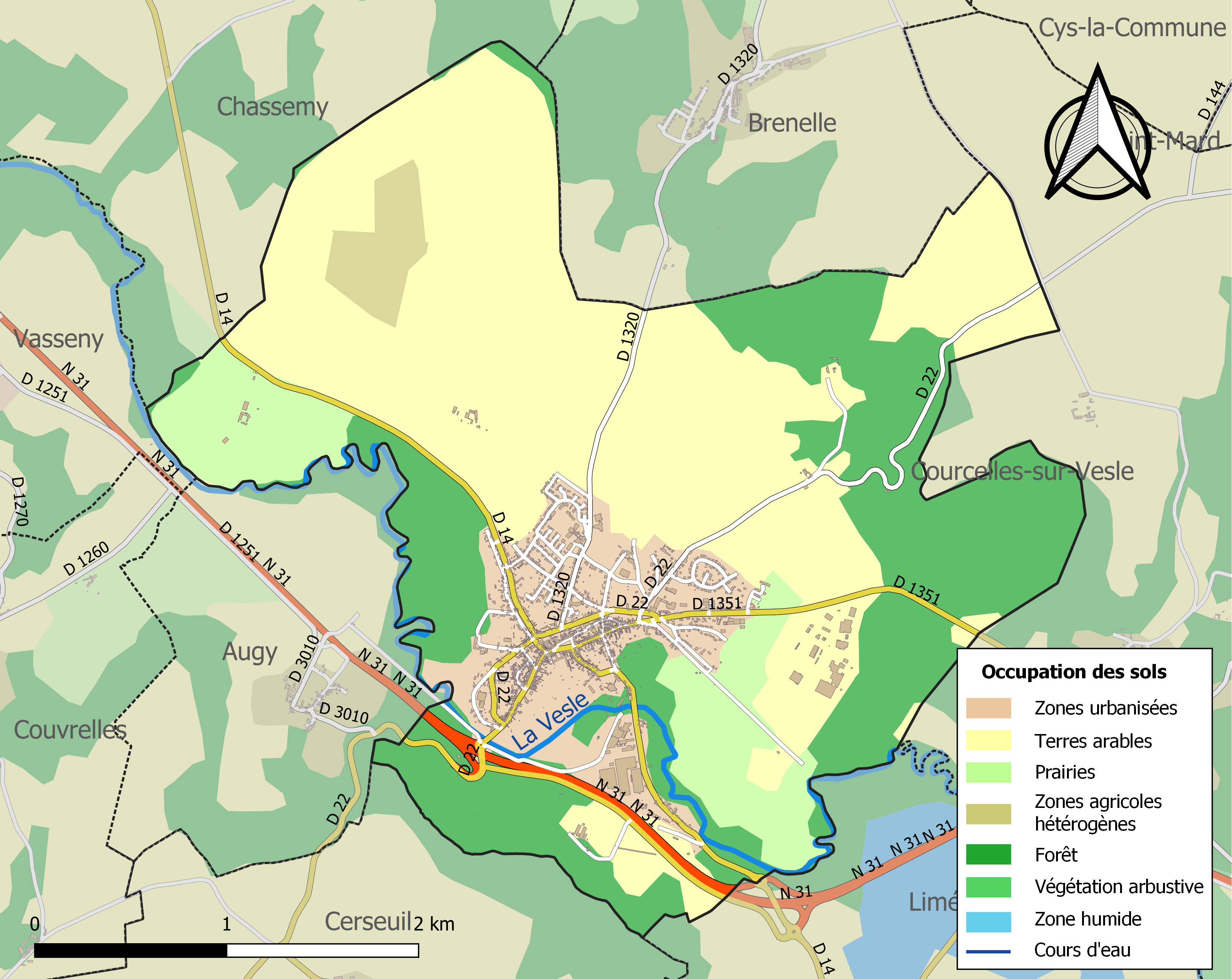
Carte des infrastructures et de l'occupation des sols de la commune en 2018 (CLC).

## Toponymie
Le nom de la localité est attesté sous les formes Brennacum (560) ; Brinnacum (578) ; « Castrum super Vidulam situm nomine Braina » (931) ; Potestas Brennie (1143) ; Ecclesia beati Evodii de Brana (1163) ; Brenna (XIIe siècle) ; Castrum quod Branium (XIIe siècle) ; Breina (XIIIe siècle) ; Brainne (1238) ; Brena (1296) ; Terre de Brenne (1319) ; Brayne (1354).
Braine est le nom de plusieurs lieux (du mot celtique bragona signifiant « rivière fangeuse »).
La commune, instituée lors de la Révolution française sous le nom de Braisne en 1793, a pris son orthographe actuelle de Braine en 1913,.

## Histoire
Braine existait avant 561, car c'était la cour (Königspfalz ; palatinat royal) préférée de Clotaire Ier. La découverte d'un cimetière à Breny utilisé entre le Bas-Empire et le VIIIe siècle pourrait montrer que Braine n'est pas le lieu de la villa Brennacum.
Dagobert, fils du roi Chilpéric Ier et de Frédégonde, mort à Braine en 580 de dysenterie, fut enterré dans l'église Saint-Denis de Paris.
Flodoard rapporte qu'en 931, des fidèles d'Herbert de Vermandois partit de Reims, prirent d'assaut le château de Braine (castrum) et le détruisirent car il était occupé par des hommes d'Hugues le Grand, qui l'avait pris auparavant à l'évêque de Rouen.
Un château est mentionné dès le Xe siècle et s'élève sur un site très ancien. Au XIe siècle, un comté de Braine est constitué et relève du comté de Champagne. Au milieu du XIIe siècle, le comté de Braine échoit à la maison de Dreux, issue d'une branche cadette de la famille royale.
Au début du XIIIe siècle, Robert II de Dreux, comte de Braine reconstruit un château ; château de la Folie d'Aigremont aujourd'hui sur la commune de Cerseuil, qui sera démantelé en 1427 par Charles VII. De plan quadrangulaire flanqué de tours rondes, il dominait la vallée de la Vesle et le bourg. Le château dans sa longueur suivait l'à-pic. Son accès face au plateau, couvert d'une profonde forêt, était protégé par un profond fossé artificiel, qui le protégeait des trois côtés.

### Époque moderne
En 1647, Henri-Robert de La Marck fonde un prieuré bénédictin dédié à Notre-Dame, qu'il dote des biens de l'ancien Hôtel-Dieu de la ville et de la maladrerie Sainte-Anne. L'église priorale est consacrée en 1663.
Au cours de la même période, la ville de Braine comprend une église paroissiale distincte du prieuré Notre-Dame, et dédiée à saint Nicolas. Située dans le faubourg Saint-Rémy, et faisant peut-être suite à un ancien prieuré Saint-Rémy, celle-ci fait l'objet en 1787 de litiges quant à sa restauration devenue urgente. L'église paroissiale, de même que le prieuré Notre-Dame, ne survivront pas à la Révolution française et à ses conséquences à plus long terme, et en 1837 ne restera que l'abbatiale Saint-Yved, devenue alors église paroissiale.

### La gare
Le 16 avril 1862, la Compagnie des chemins de fer des Ardennes met en service la section de Soissons à Reims de la ligne de Soissons à Givet et construit une gare à Braine. La SNCF met fin au trafic des voyageurs entre Soissons et Bazoches l'année même de sa création et la portion de ligne passant par Braine ne connaît plus qu'une desserte marchandises sporadique. La gare, qui tombait en ruine, a été rénovée dans les années 2010.

## Politique et administration

### Rattachements administratifs et électoraux
La commune se trouve dans l'arrondissement de Soissons du département de l'Aisne. Pour l'élection des députés, elle fait partie depuis 1988 de la cinquième circonscription de l'Aisne.
Elle était le chef-lieu du canton de Braine depuis 1793. Dans le cadre du redécoupage cantonal de 2014 en France, Braine intègre le canton de Fère-en-Tardenois.

### Intercommunalité
La commune est membre de la Communauté de communes du Val de l'Aisne, créée fin 1995.

### Liste des maires
| Période                                  | Période                       | Identité                        | Étiquette | Qualité |
| ---------------------------------------- | ----------------------------- | ------------------------------- | --------- | --- |
|                                          |                               | Louis Antoine Eugène Letourneur |           | Conseiller général de Braisne (1833 → 1842) |
| avant 1874                               | après 1875                    | Lainné                          |           | |
| Les données manquantes sont à compléter. |                               |                                 |           | |
|                                          | 1941                          | Georges Robineau                | Rad.      | Conseiller général de Braisne (1934 → 1941) Révoqué                                                                                                  |
| 1953                                     | 1959                          | Gaston Costeaux                 | SFIO      | Négociant |
| Les données manquantes sont à compléter. |                               |                                 |           | |
| 1977                                     | 2001                          | Gaston Costeaux                 | SFIO      | Négociant |
| mars 2001                                | mars 2008                     | Michel Teneur                   | DVG       | |
| mars 2008                                | En cours (au 11 juillet 2021) | François Rampelberg             | LR        | Conseiller départemental de Fère-en-Tardenois (2015 → ) Vice-président du conseil départemental de l'Aisne (2015 → ) Réélu pour le mandat 2020-2026, |

### Distinctions et labels
- Ville fleurie : une fleur attribuée en 2007 au Concours des villes et villages fleuris[41].

La qualité du fleurissement est récompensée à nouveau par deux fleurs à ce concours en 2017

### Jumelages
- Braine-le-Comte (Belgique) ;
- Haderslev (Danemark).

## Population et société

### Démographie
L'évolution du nombre d'habitants est connue à travers les recensements de la population effectués dans la commune depuis 1793. Pour les communes de moins de 10 000 habitants, une enquête de recensement portant sur toute la population est réalisée tous les cinq ans, les populations de référence des années intermédiaires étant quant à elles estimées par interpolation ou extrapolation. Pour la commune, le premier recensement exhaustif entrant dans le cadre du nouveau dispositif a été réalisé en 2007.

En 2022, la commune comptait 2 243 habitants, en évolution de +0,54 % par rapport à 2016 (Aisne : −1,97 %, France hors Mayotte : +2,11 %).
| 1793  | 1800  | 1806  | 1821  | 1831  | 1836  | 1841  | 1846  | 1851  |
| ----- | ----- | ----- | ----- | ----- | ----- | ----- | ----- | ----- |
| 1 236 | 1 461 | 1 242 | 1 330 | 1 352 | 1 421 | 1 574 | 1 647 | 1 597 |

| 1856  | 1861  | 1866  | 1872  | 1876  | 1881  | 1886  | 1891  | 1896  |
| ----- | ----- | ----- | ----- | ----- | ----- | ----- | ----- | ----- |
| 1 522 | 1 581 | 1 649 | 1 590 | 1 516 | 1 492 | 1 521 | 1 517 | 1 560 |

| 1901  | 1906  | 1911  | 1921  | 1926  | 1931  | 1936  | 1946  | 1954  |
| ----- | ----- | ----- | ----- | ----- | ----- | ----- | ----- | ----- |
| 1 540 | 1 520 | 1 509 | 1 643 | 1 563 | 1 553 | 1 503 | 1 276 | 1 330 |

| 1962  | 1968  | 1975  | 1982  | 1990  | 1999  | 2006  | 2007  | 2012  |
| ----- | ----- | ----- | ----- | ----- | ----- | ----- | ----- | ----- |
| 1 600 | 1 722 | 1 943 | 1 952 | 2 090 | 2 069 | 2 099 | 2 105 | 2 231 |

| 2017  | 2022  | - | - | - | - | - | - | - |
| ----- | ----- | - | - | - | - | - | - | - |
| 2 213 | 2 243 | - | - | - | - | - | - | - |

## Culture locale et patrimoine

### Lieux et monuments

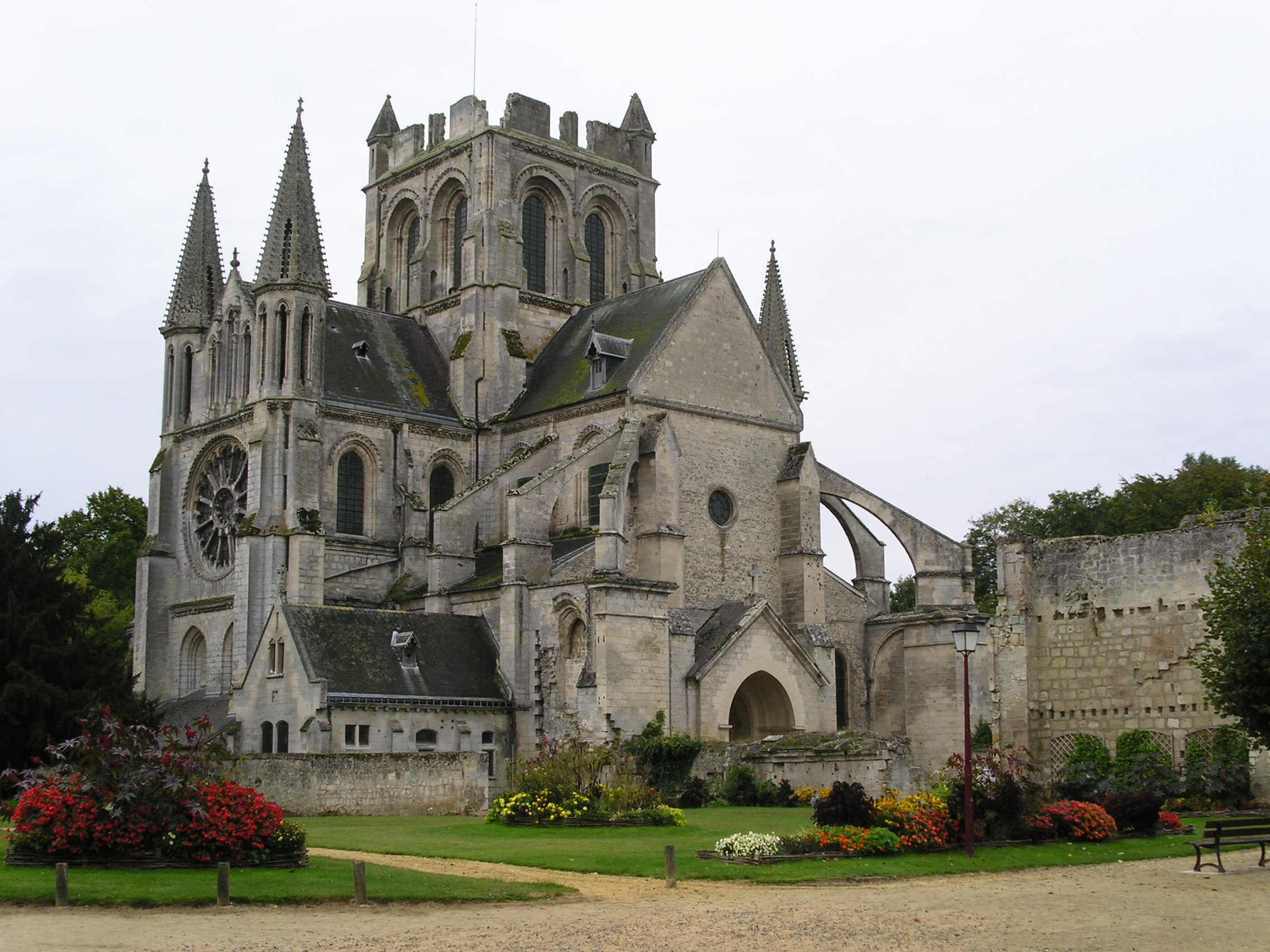
L'église abbatiale Saint-Yved.

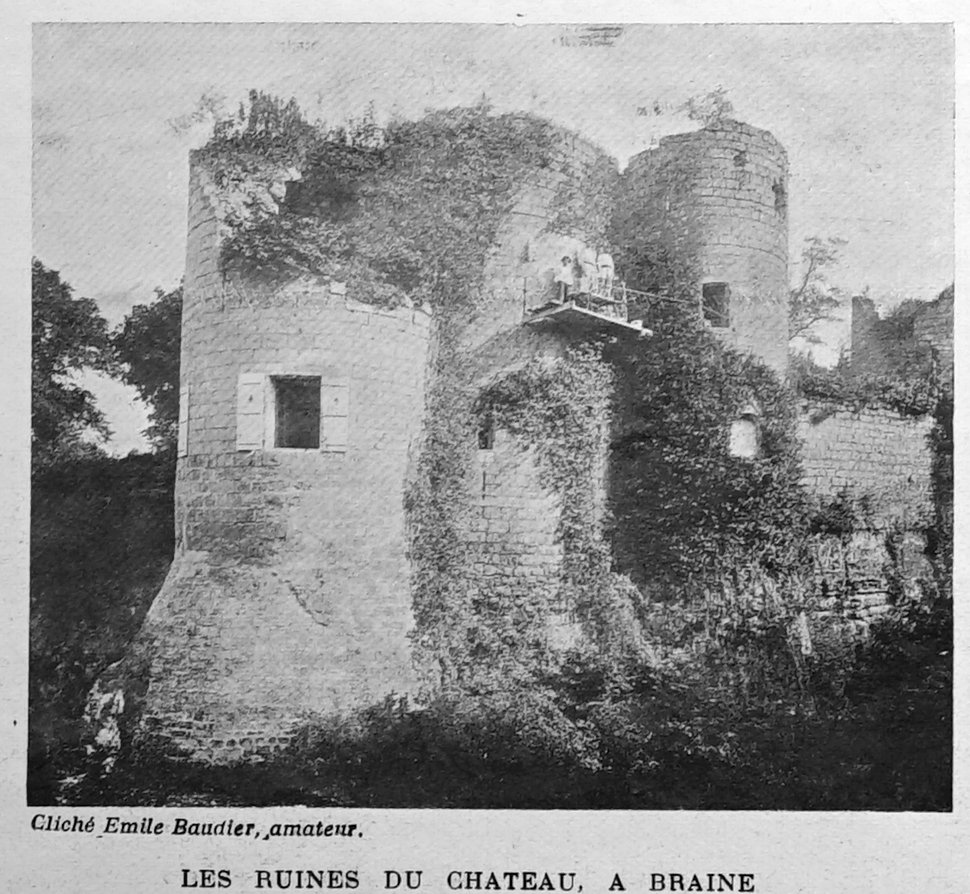
Le château en 1911.

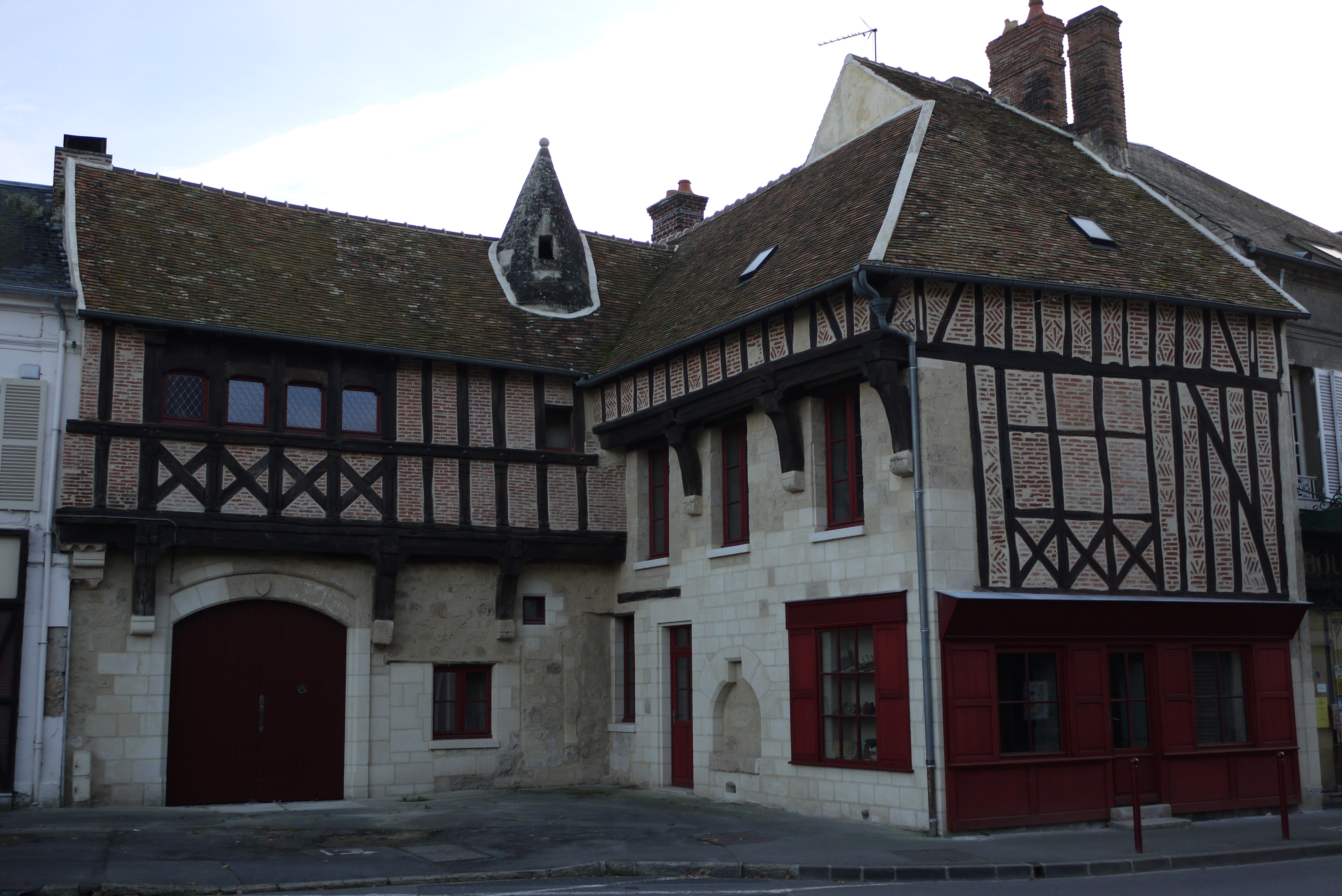
La maison à colombages.

- L'ancienne église abbatiale Saint-Yved, XIIe – XVe siècles, donnée en 1130 à l'ordre des prémontrés. L'abbatiale fut la nécropole des comtes capétiens de Dreux. Actuellement l'église est un édifice qui montre les premières traces de l'art gothique avec sa tour haute de 33 mètres. Édifice classé au titre des monuments historiques par la liste de 1840[46],[47].

- Le château du Bas, résidence des seigneurs de Braine. Porte et caves inscrites au titre des monuments historiques depuis 1927[48].
- Le château de la Folie d'Aigremont encore appelé « château du Haut » et, au XVIIIe siècle, château de Braisne, forteresse défensive, XIIIe siècle, propriété de la commune mais situé administrativement sur la commune voisine de Cerseuil[49]. Démantelé au XVe siècle, ses ruines imposantes ont souffert des combats de la Première Guerre mondiale.
- Maison à colombages, XVe siècle, tourelle inscrite en 1927, maison classée depuis 1931[50].
- Le prieuré de bénédictines Notre-Dame, fondé en octobre 1647 par Henry-Robert de La Marck, duc de Bouillon et comte de Braine (actuellement maison de retraite)[51] Fermée au culte depuis 1791, l'église priorale est détruite après la réouverture au culte de l'abbatiale Saint-Yved en 1837[32].
- La gare, construite en 1862, sert d'habitation privée. Ce bâtiment, identique entre-autres à celui de Nouzonville, témoigne du style néoclassique des premières gares des Chemins de fer des Ardennes[34].
- Le cimetière militaire danois de Braine, où reposent 79 soldats danois originaires de la province du Jutland du Sud, alors annexée à l'empire allemand[52].
- La nécropole nationale de Braine, créée en 1920 et aménagée en 1923-24 et 1935, rassemble sur une superficie de 1,6 ha, les dépouilles de 1 583 soldats dont 495 en ossuaire.
- Le monument aux morts, sculpté par Charles-Eugène Breton[53].

### Personnalités liées à la commune
- Alberic (Albericus) de Braine, abbé de l'abbaye Saint-Médard de Soissons de 1204 au 3 mai 1206[54]
- Pierre Mauclerc, duc de Bretagne, y est inhumé, ainsi que plusieurs membres de sa famille (Maison capétienne de Dreux). Cette famille laisse à la commune la moitié supérieure de son blason (Dreux).
- Jacques de Bachimont, abbé aumônier, prédicateur et conseiller d'État du roi. « Ce qui le distinguait principalement c'était sa bonté, la douceur, son amour pour la justice, son penchant à pardonner, et sa vie exemplaire. Il avait prophétisé la théologie avec honneur ... ». Décédé le 16 mai 1531[réf. nécessaire].
- Bernard Frézals (Saint-Pantaléon (Lot) 22 novembre 1672-Braine 14 mars 1751), écuyer, conseiller du roi, garde du corps du maréchal Louis François de Boufflers à Milly-sur-Thérain, receveur du comté de Braine, subdélégué de l'Intendant de Soissons. Il est à l'origine d'une lignée aristocratique comprenant plusieurs officiers généraux et un ambassadeur[55].
- François de Frézals (Milly-sur-Thérain 25 octobre 1699-Toulouse 7 septembre 1741), financier, directeur des domaines de Languedoc et de la généralité de Toulouse. Fils de Bernard Frezals, élevé à Braine, il a laissé une correspondance amoureuse avec son épouse Louise de Larzillière, femme de chambre de la princesse de Condé[55].
- Claude-Robert Jardel (né à Braine en 1722 décédé en 1788. Officier de la maison du Roi. Bibliographe et antiquaire, collectionneur de manuscrits.)[56]
- Le comte Pignatelli d'Egmont.
- Jacques Cellard (1920-2004), linguiste et historien.
- Pierre Marin (1922-2014), ordonné prêtre à Soissons en 1946, a été vicaire de Braine et Augy, et curé de Cerseuil et Limé, de septembre 1947 à 1951.[réf. nécessaire]
- Arnaud d'Hauterives (1933-2018), artiste peintre né à Braine.

### Héraldique
| Blason de Braine | Blason  | Coupé : au 1er mi-coupé échiqueté d'or et d'azur à la bordure de gueules (qui est de Baudement puis de Dreux), au 2e d'or au corbeau de sable. Ornements extérieursCroix de guerre 1914-1918 |
| Blason de Braine | Détails | Le statut officiel du blason reste à déterminer. |

## Pour approfondir